# Samurai Shodown
Samurai Shodown, известная как Samurai Spirits (яп. サムライスピリッツ самурай супиритцу, Samu Supi сокращённо) в Японии, видеоигра в жанре двумерного файтинга, созданная SNK для аркадных автоматов Neo-Geo MVS и домашних платформ Neo-Geo AES в 1993 году, а затем портированная на другие платформы. По сравнению с другими файтингами того времени, механика боя сосредоточена преимущественно на битве с оружием в руках.
Сюжет Samurai Shodown разворачивается во время феодальной эры в Японии.
Игра положила начало одноимённой серии игр.

## Геймплей
Игра известна своим стремительным темпом поединков. Боевая система основана на выполнении быстрых и мощных одиночных ударов, в результате чего бой может закончиться буквально за несколько секунд. Это стало отступлением от других файтингов, вроде Street Fighter или Fatal Fury, позволяющих комбинировать приёмы.
Управление состоит из четырёх кнопок: слабый удар оружием, средний удар оружием, слабый удар ногой, средний удар ногой. Одновременное нажатие кнопок слабого и среднего удара приводит к выполнению сильного удара. Во время боя можно выбить оружие из рук оппонента, в результате чего он лишится всех приёмов связанных с использованием оружия.
В нижней части экрана находится шкала «POW», которая заполняется, если персонажу был нанесён урон. При полной шкале удары персонажа становятся сильнее на короткий промежуток времени.
Иногда на заднем плане арены пробегает посыльный, подкидывающий игрокам под ноги бомбы и бонусы с дополнительным здоровьем.
Samurai Shodown также отличается от других японских файтингов высоким уровнем жестокости, сходным с серией Mortal Kombat. Удары холодным оружием сопровождаются всплесками крови. Если последний удар в бою нанести особым образом, то можно увидеть кровавое добивание.

## Персонажи

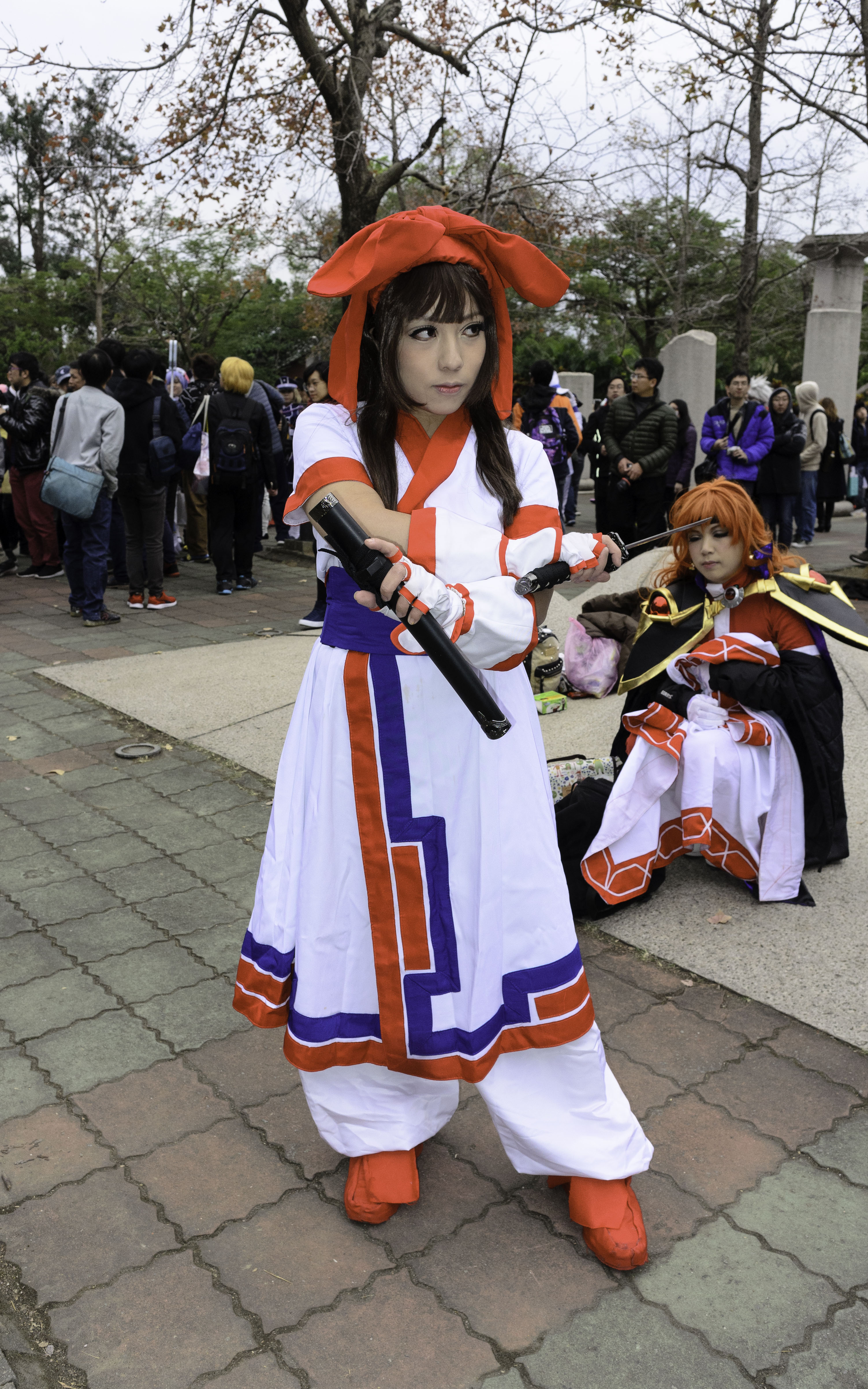
Косплеер в образе Накоруру

- Хаомару — ронин, путешествующий по миру с целью совершенствования своего боевого стиля. Главный герой игры.
- Накоруру — молодая девушка, вставшая на защиту природы от злых сил.
- Юкио Татибана — мастер меча, ищущий идеальный цветок для своей возлюбленной.
- Ван-Фу — генерал империи Цин, ищущий сильных воинов для объединения Китая.
- Там Там — воскрешённый воин из вымышленного города Гринхелл. Он хочет вернуть священный артефакт — Камень Паленке.
- Шарлотта — французская аристократка, которая хочет спасти свою страну от Амакусы.
- Галфорд — американский сёрфер ставший ниндзя ради борьбы за справедливость.
- Кёсиро Сэнрю — известный исполнитель кабуки, желающий улучшить свои театральные навыки путём сражений на мечах.
- Эрсквейк — американский бандит, поставивший себе цель получить все сокровища мира.
- Хандзо Хаттори — ниндзя, основанный на реальной исторической личности. В этой игре он пытается защитить своего сына Синдзо.
- Дзюбэй — ронин, нанятый для убийства демона.
- Гэнан Сирануй — эксцентричный член клана Сирануй. Он сражается ради постижения «Пути Зла».
- Сиро Токисада Амакуса — финальный босс и главный злодей игры. Был воскрешён демоном Амброзией в обмен на обещание Амакусы помочь ему в уничтожении мира. Подобно Хаттори Хандзо, Амакуса имеет реальный исторический прототип.
- Куроко — рефери, следящий за ходом каждого поединка. Играбелен только в версии для Game Boy.
- Хикияку — посыльный, чья задача — вмешиваться в ход поединков по приказу Амакусы. Доступен только в версии для Game Boy.

## Различия версий
В версиях игры для Sega Mega Drive и Sega CD был вырезан персонаж Earthquake. Это было связано с ограниченной мощностью консоли, не позволявшей отображать большие спрайты. Кроме того, некоторые приёмы персонажей в этих версиях были вырезаны или изменены. Финальный босс Амакуса становится играбельным после ввода чит-кода.
Порт для SNES имеет набор персонажей аналогичный аркадной версии, однако уровень жестокости был понижен..

## Экранизации
По мотивам сюжета игры было выпущено 3 аниме-фильма:
- Samurai Spirits: Haten Gouma no Shou (1994).
- Samurai Spirits 2: Asura Zanmaden (1999).
- Nakoruru: Ano hito kara no okurimono (2002).

## Отзывы
| Рецензии        | Рецензии |
| --------------- | --- |
| Сводный рейтинг | |
| Агрегатор       | Оценка |
| GameRankings    | 90.00 % (Genesis) 85.00 % (NeoGeo) 80.00 % (Switch) 76.25 % (3DO) 72.50 % (Sega CD) 68.00 %(Game Boy) 57.00 %(SNES) |

В феврале 1994 года японский журнал Gamest присвоил аркадной версии Samurai Shodown титул «Лучшая Игра 1993 года». Также игра заняла первое место в категориях «Лучший Файтинг», «Лучшие Звуковые Эффекты», «Лучший Альбом», и второе место за «Лучшую Графику». Несколько персонажей игры попали в список лучших персонажей года. Накоруру заняла первое место.
Порт для Sega Mega Drive в основном получил положительные отзывы. Критики отмечали хорошую графику и звук, а также наличие крови и фаталити.
Версия для SNES получила смешанные отзывы. Отмечалось полное отсутствие крови и добиваний, неудобное управление, а также худшее качество графики, сравнительно с версией для Mega Drive.
Версия для Sega CD была раскритикована за частые загрузки, отсутствие эффекта приближения камеры, а также за недостаточно хорошее качество звука и графики.

## Интересные факты
- За пределами Японии игра была выпущена с орфографической ошибкой в названии. Игра должна была называться Samurai Showdown (с англ. Сражение Самураев), однако в слове Showdown была пропущена буква W. В итоге название с ошибкой закрепилось за всей серией и никогда не исправлялось.
- Май Ширануй из серии Fatal Fury появляется в концовке Хаомару.
- В своей речи перед боем, Дзюбэй отмечает, что он не является одноимённым персонажем из Fatal Fury 2.